# Schönebeck
Schönebeck (Elbe) è una città di 30 389 abitanti del land della Sassonia-Anhalt, in Germania.
Appartiene al circondario (Landkreis) del Salzland.

## Infrastrutture e trasporti
Schönebeck è il capolinea meridionale della S-Bahn di Magdeburgo.

## Amministrazione

### Gemellaggi
Schönebeck è gemellata con:
- Garbsen, dal 1990
- Pardubice, dal 1993
- Farmers Branch, dal 1995
- Söke, dal 1996
- Rizhao, dal 2000
- Jarosław, dal 2005